# Сигнаївська сільська рада
Сигнаї́вська сільська́ ра́да — адміністративно-територіальна одиниця та орган місцевого самоврядування у Шполянському районі Черкаської області. Адміністративний центр — село Сигнаївка.

## Загальні відомості
- Населення ради: 1 990 осіб (станом на 2001 рік)

## Населені пункти
Сільській раді підпорядковані населені пункти:
- с. Сигнаївка

## Склад ради
Рада складається з 16 депутатів та голови.
- Голова ради: Ошовський Сергій Павлович
- Секретар ради: Кучковська Людмила Миколаївна

### Керівний склад попередніх скликань
| Прізвище, ім'я, по батькові | Основні відомості                                                                                  | Дата обрання | Дата звільнення |
| --------------------------- | -------------------------------------------------------------------------------------------------- | ------------ | --------------- |
| Ошовський Сергій Павлович   | Сільський голова, 1959 року народження, освіта вища, член Всеукраїнського об'єднання «Батьківщина» | 26.03.2006   | 31.10.2010      |
| Ошовський Сергій Павлович   | Сільський голова, 1959 року народження, освіта вища, безпартійний                                  | 31.10.2010   |                 |

Примітка: таблиця складена за даними сайту Верховної Ради України

### Депутати
За результатами місцевих виборів 2010 року депутатами ради стали:

#### За суб'єктами висування
| Суб'єкт висування            | Кількість обраних депутатів | %    |
| ---------------------------- | --------------------------- | ---- |
| Самовисування                | 8                           | 50   |
| Партія регіонів              | 7                           | 43,8 |
| Соціалістична партія України | 1                           | 6,3  |

#### За округами
| № округу                     | Прізвище, ім'я, по батькові          | Дата визнання обраним | Освіта             | Партійна приналежність             | Відомості про обраного депутата                                                        |
| ---------------------------- | ------------------------------------ | --------------------- | ------------------ | ---------------------------------- | -------------------------------------------------------------------------------------- |
| Партія регіонів              |                                      |                       |                    |                                    |                                                                                        |
| 1                            | Превор Лідія Володимирівна           | 01.11.2010            | середня            | член Партії регіонів               | ТОВ «Ш. А.І», касир                                                                    |
| 2                            | Головко Андрій Володимирович         | 01.11.2010            | середня            | член Партії регіонів               | тимчасово не працює                                                                    |
| 9                            | Лифар Валентина Миколаївна           | 01.11.2010            | середня спеціальна | член Партії регіонів               | ТОВ «ШАІ», обліковець росл.                                                            |
| 11                           | Хоменко Тамара Василівна             | 01.11.2010            | середня спеціальна | член Партії регіонів               | тимчасово не працює                                                                    |
| 14                           | Кучковська Людмила Миколаївна        | 01.11.2010            | вища               | член Партії регіонів               | Сигн.с.р., секретар                                                                    |
| 15                           | Прищепа Володимир Миколайович        | 01.11.2010            | вища               | член Партії регіонів               | Ферм.господ., керівник                                                                 |
| 16                           | Призигльований Валерій Володимирович | 01.11.2010            | середня спеціальна | член Партії регіонів               | підприємець                                                                            |
| Соціалістична партія України |                                      |                       |                    |                                    |                                                                                        |
| 6                            | Наталин Галина Олександрівна         | 01.11.2010            | вища               | член Соціалістичної партії України | Сигн. КХП, єкономіст                                                                   |
| Самовисування                |                                      |                       |                    |                                    |                                                                                        |
| 3                            | Ратушна Світлана Миколаївна          | 01.11.2010            | середня спеціальна | позапартійна                       | Тер.центр, соц.працівник                                                               |
| 4                            | Збризький Олександр Миколайович      | 01.11.2010            | середня спеціальна | позапартійний                      | тимчасово не працює                                                                    |
| 5                            | Пісна Валентина Анатоліївна          | 01.11.2010            | середня спеціальна | позапартійна                       | Сигнаївська НВК, бібліотекар                                                           |
| 7                            | Полтавець Микола Петрович            | 01.11.2010            | середня спеціальна | позапартійний                      | Сигн. КХП, ст.механік                                                                  |
| 8                            | Кугот Петро Іванович                 | 01.11.2010            | середня            | позапартійний                      | пенсіонер                                                                              |
| 10                           | Чорноус Ірина Миколаївна             | 01.11.2010            | вища               | позапартійна                       | Сигн. НВК, заст.директора                                                              |
| 12                           | Семчак Світлана Василівна            | 01.11.2010            | середня спеціальна | позапартійна                       | Сигн.с.р., землевпорядник                                                              |
| 13                           | Ситник Тетяна Олександрівна          | 01.11.2010            | вища               | позапартійна                       | Сигнаївська амбулаторія загальної практики — сімейної медицини, молодша медична сестра |

## Природно-заповідний фонд
На землях сільради розташовано гідрологічний заказник місцевого значення Котів яр.